# Зекк, Рудольф
Иоахим Рудольф Зекк (нем. Joachim Rudolf Seck; 15 июля 1908, Бунзо, Германская империя — 4 июня 1974, Фленсбург, ФРГ) — унтершарфюрер СС, комендант концентрационного лагеря Юнгфернхоф.

## Биография
Рудольф Зекк родился 15 июля 1908 года. После посещения народной школы работал на ферме у своих родителей до 1933 года. В 1931 году вступил в НСДАП и СС. В 1933 году поступил на службу в лейбтштандарт СС «Адольф Гитлер» и получил звание унтершарфюрера СС. 1 августа 1934 года покинул ряды лейбтштандарта и вернулся на ферму к своему отцу. В 1937 году ферма родителей перешла под управление к Зеку. В сентябре 1939 года был призван в войска СС, участвовал во Французской кампании в составе подразделении снабжения СС. 20 августа 1940 года был демобилизован. С 20 января 1941 года проходил сельскохозяйственный учебный курс в Шмидеберге в Саксонии. В начале августа 1941 года был переведен в ведомство полиции безопасности в Риге, которое возглавлял оберштурмбаннфюрер СС Рудольф Ланге. С августа 1941 по июль 1944 года был комендантом концлагеря Юнгфернхоф, расположенном на территории бывшего одноименного поместья. Весной 1942 года число заключенных лагеря достигло 4000 человек. В январе 1942 года Зекк приказал заключенным покинуть бараки и выстроиться во дворе перед бараком № 5, один заключенный опоздал и последним встал в строй. Зекк убил его выстрелом в голову. Кроме того, в январе 1942 года во дворе лагеря Зекк заметил заключенного, придерживающего штаны руками из-за отсутствия подтяжек, и застрелил его из пистолета. Зимой 1942 года застрелил 5 пожилых заключенных, укрывавшихся в бараке от снежного бурана. В марте 1942 года Зекк отобрал около 3500 евреев в том числе матерей с детьми, а также всех нетрудоспособных и больных узников, для дальнейшего истребления в рамках акции «Дюнамюнде». 26 марта 1942 года в Юнгфернхофе около 3500 евреев были погружены в грузовики и увезены из лагеря. Предположительно заключенных расстреляли в Бикерниекском лесу под Ригой. 30 июля 1944 года Зекк в результате нападения дикого быка получил ранение. Он был доставлен в Германию, где лечился в разных лазаретах. В мае 1945 года вскоре после капитуляции нацистской Германии был выписан из лазарета в Ноймюнстере.
27 мая 1945 года Зекк был арестован британской военной полицией и помещен в лагерь для интернированных. Британские оккупационные власти планировали провести судебный процесс по делу о преступлениях нацистов на территории оккупированной Латвии, в том числе и по обвинению в преследовании еврейского населения, однако процесс так и не состоялся, и 28 января 1949 года Зекк был освобожден из лагеря для интернированных. В мае 1949 года вновь был арестован и 8 июля 1949 года в ходе процедуры денацификации судом Бергедорфа был приговорен к 10 годам тюремного заключения за принадлежность к СС, и ферма Зекка был конфискована в пользу государства. 29 декабря 1951 года земельным судом Гамбурга за убийство 8 заключенных в Юнгфенрхофе был приговорен к пожизненному заключению. 7 июля 1964 года был досрочно освобожден из тюрьмы в Фульсбюттеле. Умер в 1974 году во Фленсбурге.

## Комментарии
1. ↑  На судебном процессе в Гамбурге не удалось доказать вину Зекка в этом преступлении, поскольку суд не смог установить дальнейшую судьбу евреев после отъезда грузовиков из Юнгфернхофа. По сообщениям латышей, также работавших в Юнгфернхофе, они были расстреляны эсэсовцами в лесу.